# Linxia
Linxia (chinois : 临夏市 ; pinyin : línxià shî), autrefois Hezhou (河州城, hézhōu chéng), est une ville de la province du Gansu en Chine. C'est une ville-district, chef-lieu de la préfecture autonome hui de Linxia, qui est le centre de la minorité ethnique du Dongxiang. Linxia a probablement une majorité de population musulmane.

## Démographie
La population du district était de 194 206 habitants en 1999.

## Culture

### Patrimoine

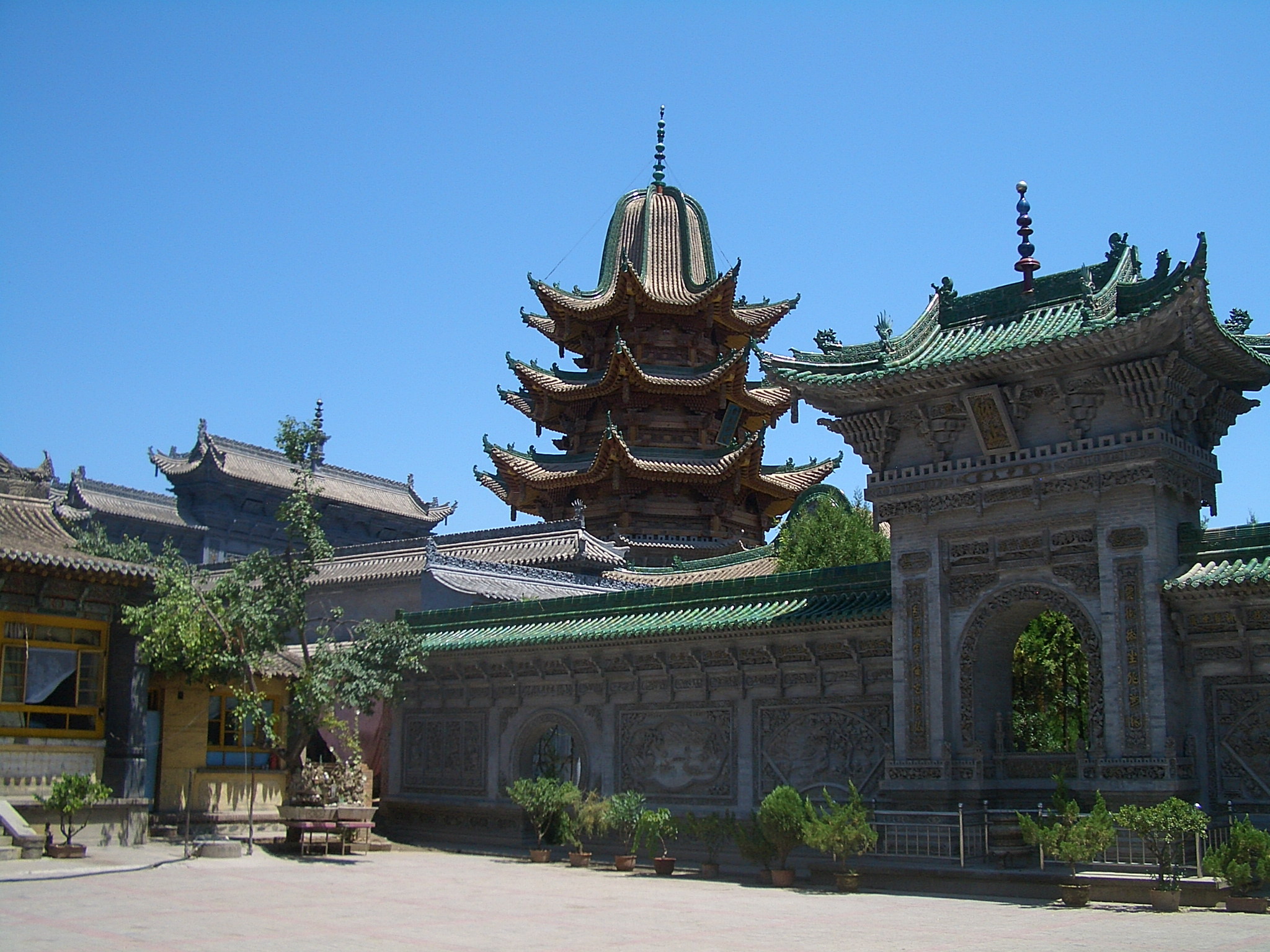
Gongbei de Yu Baba

- Tour de Wanshou Guan (万寿观, lieu de culte taoïste), situé sur les hauteurs de la ville.
- Gongbei (lieu saint chez les musulmans hui) de Yu Baba.

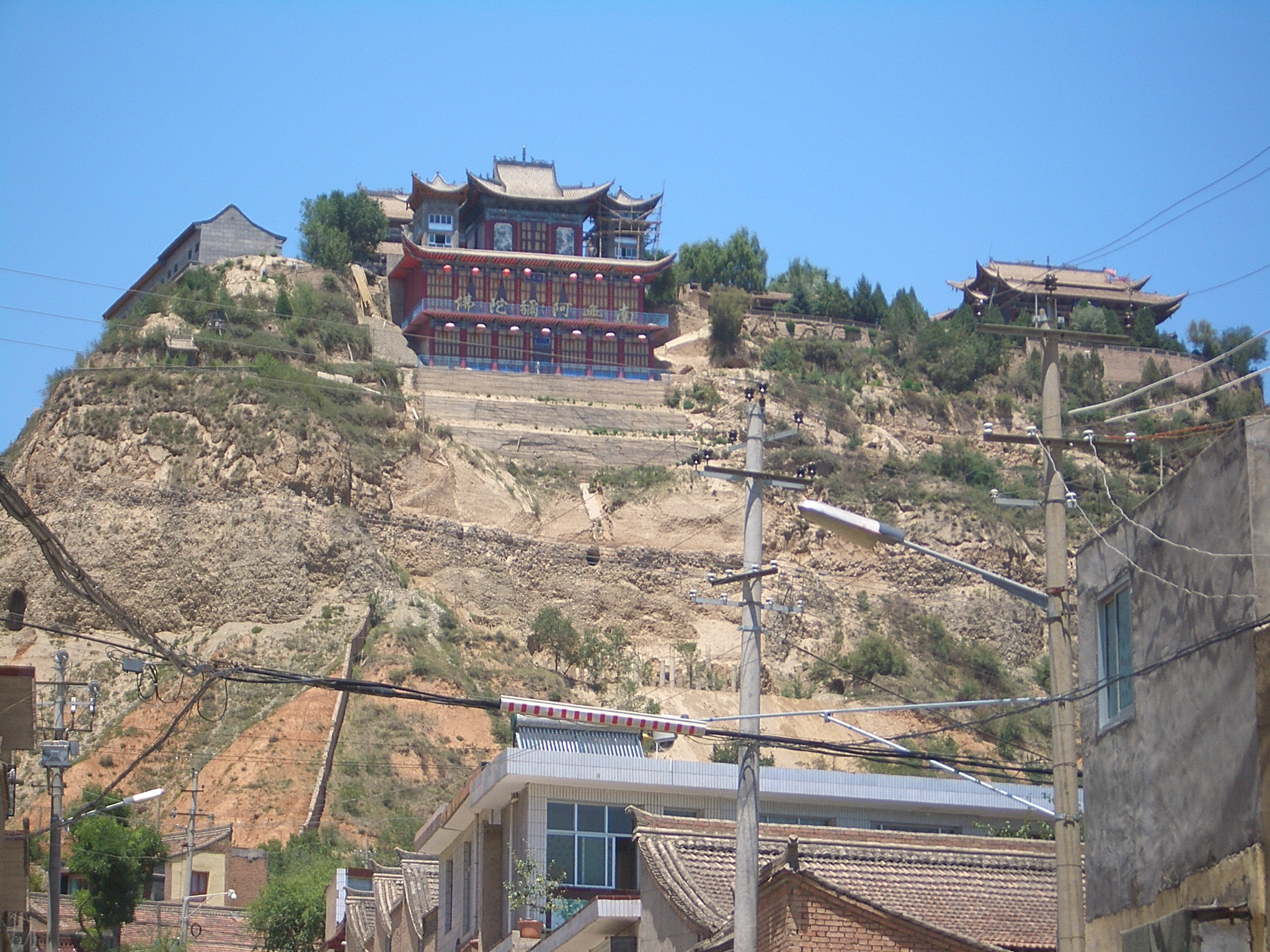
Temple Huyin

- Temple Huyin (zh) (潮音寺), temple bouddhiste.